# Mühlbach (Merkenfritzerbach)
Der Mühlbach ist der knapp fünf Kilometer lange linke und südliche Quellbach des Merkenfritzerbaches im hessischen Wetteraukreis.
Wenn man dessen anderen Quellbach mit zum Merkenfritzerbach rechnet, wie es zuweilen geschieht, ist der Mühlbach entsprechend dessen Zufluss.

## Geographie

### Verlauf
Der Mühlbach entspringt in einem kleinen Nadelwald auf einer Höhe von etwa 475 m ü. NN nordöstlich von Gedern, unmittelbar südlich der B 275. Er zieht zunächst südwärts zwischen dem Tempelwalde auf seiner rechten Seite und der Mischwaldflur In der Kesslerwiese auf der linken. Südlich des Gewanns In der Ortsgrube wird er auf seiner linken Seite von einem Waldbächlein gespeist. Der Mühlbach fließt nun in Richtung Südsüdwesten am Waldgewann Köppelchen vorbei, wechselt dann in die offene Flur und erreicht bei der Schlagmühle den Ortsrand von Gedern. Dort teilt er sich in mehrere Mühlgräben auf und vereinigt sich schließlich bei der Ecke Am Stillhof/Weningser Straße auf einer Höhe von etwa  301 m ü. NN mit dem Gänsbach zum Merkenfritzerbach.

### Flusssystem Nidder
- Fließgewässer im Flusssystem Nidder

## Charakter
Der Mühlbach ist ein silikatischer Mittelgebirgsbach. Sein ökologischer Zustand wird mit gut bewertet.